# Van der Huchtonderwijs
Van der Huchtonderwijs is algemeen bijzonder onderwijs op humanitaire grondslag. De filosofie van deze onderwijsvorm voor basisonderwijs is gebaseerd op de visie van Albert Schweitzer en het gedachtegoed van de Soestenaar Felix Ortt. Er zijn anno 2018 drie Van der Huchtscholen, alle in Soest.

## Missie
Van der Huchtscholen verzorgen algemeen bijzonder onderwijs op humanitaire grondslag. De scholen zijn toegankelijk voor kinderen van alle gezindten en uit alle etnische achtergronden. Het bevoegd gezag van de scholen berust niet bij de overheid, maar bij een bestuur dat zo veel mogelijk bestaat uit ouders/verzorgers van leerlingen. De scholen zeggen te streven naar een pedagogisch klimaat en onderwijs met normen en waarden waaruit respect voor mens en natuur blijkt en daarnaast een brede belangstelling voor de maatschappij.

## Visie
Binnen het klassikale onderwijs worden de mogelijkheden van ieder kind gebruikt om zich op zijn of haar niveau te ontwikkelen, rekening houdend met verschillen in mogelijkheden en interesses. De kinderen leren eigen verantwoordelijkheid in hun leerproces te dragen en (leren) samen te werken. Kinderen ontvangen vanuit hun specifieke behoeften hulp. Dit gebeurt in samenwerking met ouders/verzorgers, leerkrachten en ondersteunende instanties. Om aan alle kinderen de gewenste kwaliteit te bieden, zijn de groepen evenwichtig opgebouwd. Het humanitaire van het onderwijs willen deze scholen daarin tot uiting laten komen dat de kinderen respect tonen voor mensen en overtuigingen in een multiculturele samenleving. Er wordt natuuronderwijs gegeven met ontdekkende activiteiten binnen en buiten de school. Waar mogelijk helpen ouders/verzorgers op de scholen.

## Geschiedenis

### Stichting J.C. van der Huchtfonds
Op 26 juni 1907 werd in Soest de Stichting J.C. van der Huchtfonds (SJCHF) opgericht, met als doel de humanitaire ideeën, zoals die werden uitgedragen door Johan Carel van der Hucht en zijn vrouw Caroline Constance Albertine van der Hucht-Kerkhoven, te bevorderen. Hun filosofie was gebaseerd op de visie van Albert Schweitzer en het gedachtegoed van de Soestenaar Felix Ortt. De stichting steunt kleinschalige projecten of particuliere initiatieven door stichtingen en verenigingen met een bijdrage. Bijdragen werden onder andere verleend aan zorg voor przewalskipaarden, kindertheater Wolkentheater, voedselbank Eindhoven en Vogelbescherming Nederland.

### Lodewijk van Mierop
Lodewijk van Mierop was een overtuigd aanhanger van het christenanarchisme, het antimilitarisme en het vegetarisme. Met gelijkgezinden als Louis Adriën Bähler, Anne de Koe, Felix Ortt en Johannes van der Veer stichtte hij het Tolstojaanse blad Vrede, dat sterk antimilitaristisch was. Van Mierop werd in 1905 gedwongen zijn redacteurschap van het blad op te geven. Na de dood van zijn vader erfde hij een groot kapitaal. Als overtuigd antikapitalist wilde hij dat geld ten goede laten komen aan zijn idealen. In 1901 richtte hij daarom de stichting Chreestarchia (Heerschappij van het Goede) op. Chreestarchia is een samentrekking van christen en anarchie. In 1908 nodigde hij Felix Ortt uit om te komen werken voor Chreestarchia. Ortt was in die tijd reeds actief in de bonden voor geheelonthouding, vegetarisme, antimilitarisme, de antirookbond en de antivivisectiebeweging.
In 1908 kocht Van Mierop in het gebied Engendaal in Soest een strook grond. Op dit heideterrein van ongeveer 17 ha stond onder andere de boerderij Olde Terp. Bij deze boerderij liet hij een aantal woningen bouwen voor zichzelf en de aanhangers van Chreestarchia.

### Felix Ortt
Felix Ortt had in de kolonie van de Vereniging Internationale Broederschap in Blaricum gewoond, die was opgericht door de Amsterdamse hoogleraar histologie Jacob van Rees. Ortt beschreef zijn ervaringen uit zijn tijd in de kolonie in de trilogie: Heidekind, Felicia, een boek van roeping en Felicia, een boek van vervulling. Na de ondergang van de kolonie sloot hij zich aan bij de groep "Vrede". Na een verblijf in Nijmegen ging Ortt in op het verzoek van Lodewijk van Mierop om naar Soest te komen als medewerker van Chreestarchia. Ortt ging in 1908 wonen in Huize Vredehof in Soest. Toen ook de idealist Joh. H. Littooij zich bij hen aansloot kon de beweging ook overgaan tot publicaties. Littooij had weliswaar een vaste aanstelling bij de Staatsdrukkerij, maar hij gaf dit verzekerde bestaan op om actief te zijn voor Chreestarchia. Vanaf 1908 gaf de Stichting Chreestarchia van Felix Ortt en Jacob van Rees boeken van de beweging uit. Ortt, Van Mierop en Littooij waren met hun lange baard en hun spartaanse leefwijze markante figuren in Soest.
Door zijn functie als particulier secretaris van mevrouw van der Hucht, die bestuurslid was van de Kinderbond, kreeg Ortt gelegenheid om zijn humanitaire ideeën uit te werken. Zo was hij redacteur van De Vegetarische Bode, medewerker aan de tijdschriften De Vrije Mens en het Vredetijdschrift. Van de Bond ter bestrijding van vivisectie was hij bibliothecaris en hij voerde daarnaast het secretariaat van de Kinderbond en de Geheelonthoudersbond.

### Chreestarchia en Werkgelegenheid
De exploitatie van de bezittingen van de beweging werd ondergebracht in de Stichting Chreestarchia. Hiertoe behoorde boerderij De Terpe, gelegen op de hoek van de Ossendamweg (nu Nieuweweg) en de Zwarteweg. Deze boerderij werd bewoond door de familie van Asselt. Naast de boerderij aan de Ossendamweg was een groente- en fruitkwekerij. In dit bedrijf met een sterilisatiegebouw werden de oogsten geweckt. In de oogsttijd bood het sterilisatiegebouw werk. Vrouwen en meisjes uit de omgeving zorgden voor het schoonmaken en snijden van groenten en fruit. Ook werden er cantharellen geweckt. Het bedrijf kon echter niet rendabel gemaakt worden en ging in 1915 failliet. Naast het sterilisatiegebouw stond een identieke woning als die van de familie Littooij. Tegenover de woningen was een fruitteeltbedrijfje met de naam Pomona. De bedrijvigheid kwam achter niet tot grote bloei. In 1920 verhuisde de familie van Mierop naar Arnhem, om enkele jaren later naar Zwitserland te vertrekken om daar nog enkele jaren Filosofie te studeren. De familie Ortt verhuisde naar een andere woning binnen Soest.
Het huis Vredehof werd verhuurd aan natuurliefhebber Rinke Tolman, die evenwel geen volgeling van de beweging was. In het huis met nummer 12 werd de boekhandel gevestigd. Littooij bracht ten slotte de drukkerij over naar Soesterberg.

### Humanitair Onderwijs

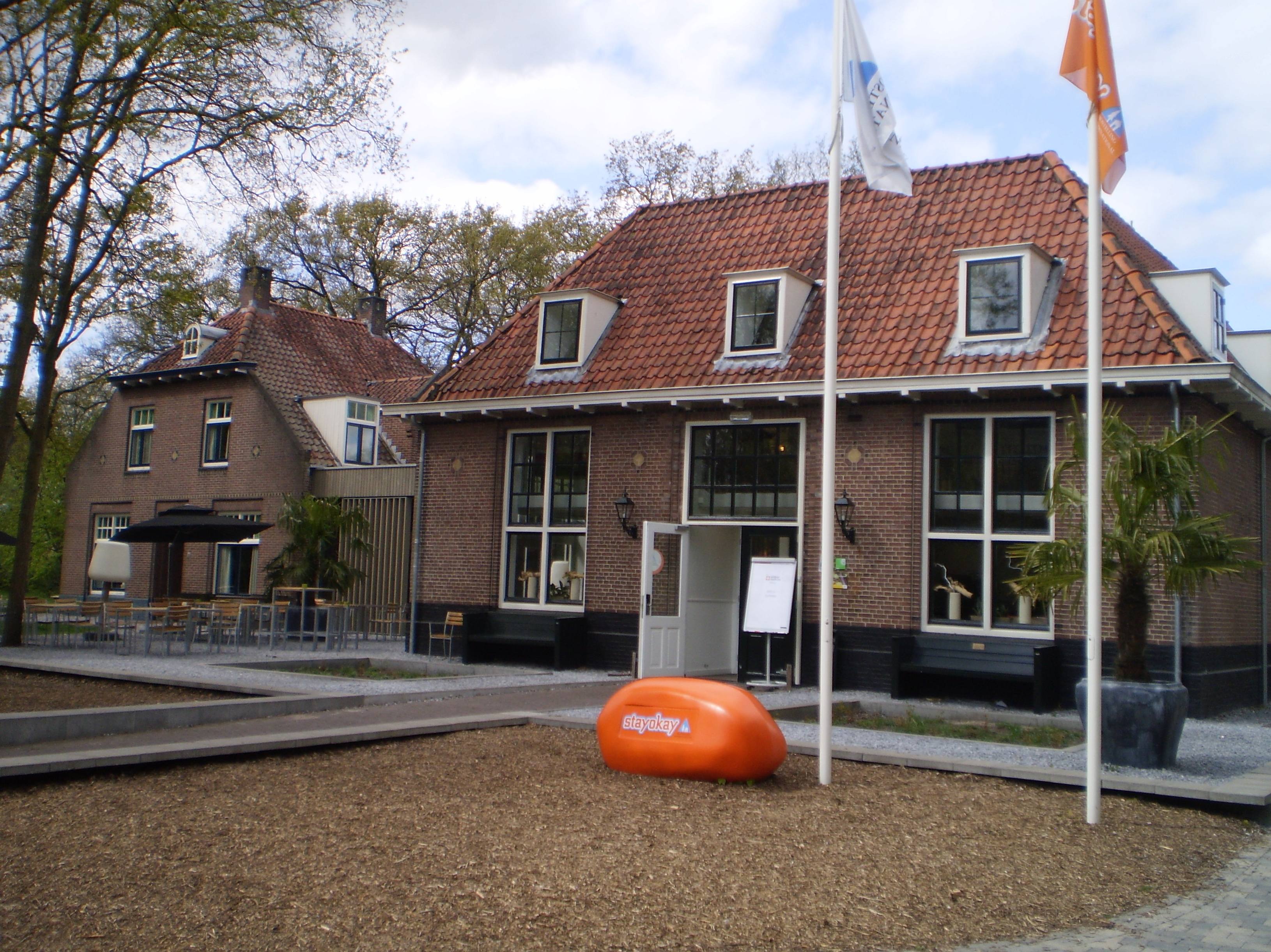
De vroegere Engendaalschool met links het internaat

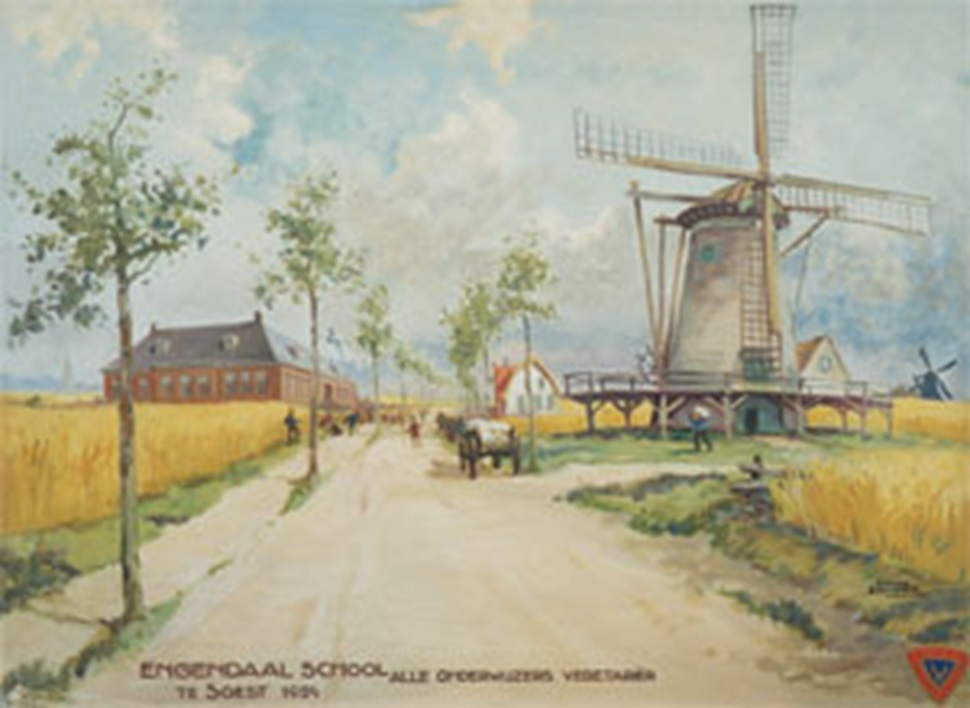
Schildering Engendaalschool aan de Molenstraat

De families Van Mierop en Ortt woonden in "de Vredehof" (tegenwoordig Bosstraat 12 en 14). De familie Littooij vestigde zich in het huis ’’de Leeuwerik’’ (nu Bosstraat 20). Om de jeugd op te voeden met de idealen van de beweging liet Van Mierop tussen De Leeuwerik en de Vredehof de Engendaalschool bouwen. Naast de school werd een schoolwoning gebouwd die tegelijk als internaat diende voor kinderen die van ver kwamen.
In 1912 besloot de Stichting Chreestarchia Genootschap een school op te richten op humanitaire grondslag met als grondbeginselen 'eerbied voor het leven, voor mens en dier en voor de natuur', in de geest van Albert Schweitzer. Dit sloot aan bij het humanitaire idee van het Van der Huchtfonds, dat ook 'verbetering van de lotsverbetering der dieren' propageerde. Voorbeeld hierbij was de humanitaire school van Van Rees. Deze had reeds in 1903 in Blaricum in de geest van Chreestarchia de humanitaire School  opgericht. Op 1 september 1913 werd de Engendaalschool geopend aan de Bosstraat in Soest, op de terreinen van Chreestarchia achter de hoeve Engendaal. Zesendertig kinderen, verdeeld over zeven klassen, kregen op 2 september van dat jaar voor het eerst les op de Engendaalschool.
Initiatiefnemers tot stichting van de Engendaalschool waren Lodewijk van Mierop en zijn vrouw Geertruida van Mierop-Mulder. In het bestuur van de school zaten onder meer Année R. de Jong (voorganger van de Nederlandse Protestantenbond) en J.W. Kruyt (Tweede Kamerlid). De Engendaalschool had goede contacten met andere progressieve scholen van aanverwant karakter, zoals de Humanitaire school in Laren, gesticht door Prof. Van Rees, en met de Werkplaats Kindergemeenschap van Kees Boeke in Bilthoven.
Het werd een school voor neutraal bijzonder onderwijs op humanitaire grondslag. De volledige harmonische ontwikkeling van de persoonlijkheid en de karaktervorming van de kinderen vormden  de belangrijkste uitgangspunten. Pedagogisch werd aangesloten bij Jan Ligthart. Het leven zoals dat rond de school zichtbaar was diende binnen de school te worden gehaald. Excursies werden gehouden om de wereld buiten de school te leren kennen. Lessen werden gegeven in samenhang. Een vak als handenarbeid diende zoveel mogelijk gekoppeld te worden aan andere vakken. Om de binding met de natuur te versterken kreeg ieder kind een eigen schooltuintje. Ook de idealen van de Kinderbond werden onderwezen. Dit leerde kinderen medelijden te hebben met elk schepsel dat zwak is en lijdt, zowel met mensen als met dieren door reeds bij de kinderen rechtvaardigheid en medegevoel jegens al wat leeft aan te kweeken en ruwheid en baldadigheid tegen te gaan. Vanwege deze grondslag kreeg de school later steun vanuit het Van der Huchtfonds in de vorm van een legaat. Daarom werd de naam van de Engendaalschool in 1929 officieel gewijzigd in de Van der Huchtschool. De leerkrachten moesten voldoen aan strenge eisen: men diende vegetariër te zijn, geheelonthouder, niet-roker en antimilitarist. Deze eisen werden op den duur niet gehandhaafd.
In 1913 begon de school onder leiding van één leerkracht, juffrouw Mia Telders, die ook had gewerkt op de school in Blaricum/Laren van Jacob van Rees. Eind jaren twintig van de twintigste eeuw raakte het bestuur in financiële moeilijkheden. Na het overlijden van mevrouw Van der Hucht kreeg de school echter een groot legaat. Uit dankbaarheid voor de financiële ondersteuning werd de naam Engendaalschool veranderd in Van der Huchtschool.
Haar opvolger als schoolleider werd A. van Asselt. In 1923 verhuisde de Engendaalschool naar het gebouw van de oude Nijverheidsschool aan de Molenstraat op de Soester Eng, waar later de openbare bibliotheek stond. In de Engendaalschool aan de Bosstraat werd nadien jeugdherberg De Heidebloem gehuisvest. Tegenwoordig is het gebouw in gebruik bij Stayokay.
In de jaren vijftig werd een nieuw schoolgebouw betrokken aan de Paulus Potterlaan. De eerste steen voor dat gebouw werd gelegd door oud-schoolhoofd Van Asselt.
In 1973 werd een scholencomplex in de wijk Soesterveen gebouwd. Dit bestond uit een openbare school voor MAVO en de Van der Huchtschool voor IVO MAVO. Om de gekoesterde kleinschaligheid te behouden werd in 1982 een tweede basisschool gestart in de nieuwbouwwijk Overhees. In 1991 startte de derde Van der Huchtschool, aan de Valeriaanstraat in de Soester wijk Smitsveen. De huidige drie Van der Huchtscholen en de straatnamen Felix Orttlaantje en Van der Huchtlaantje herinneren nog aan de namen van toen.